# Aimol nyelv
Az aimol nyelv Indiában beszélt őslakos nyelv, amely a sino-tibeti nyelvcsaládba tartozik. 2010-ben megközelítőleg 6500 beszélője volt, leginkább az északkeleti államokban beszélik. Az aimol legközelebbi rokonai a kom, hmar, chiru, vaiphei és szaihriem nyelv. E nyelvek annyira hasonlítanak egymásra, hogy kölcsönös érthetőség áll fenn köztük. 2009-ben az UNESCO tévedésből kihalttá nyilvánította a nyelvet.

## Jellemzők

### Azaimolszó eredete
A szó eredete a beszélők szavából ered, az Ai jelentése „vad kurkuma”, ami a Mol szóhoz kapcsolódik.

### Besorolás
Az aimol nyelv a Kuki nyelvek kuki ágának ó-kuki csoportjába tartozik. Az ó-kuki nyelvek az aimol nyelvvel együtt a középső csoporttal áll rokonságban.

## Írásrendszer
Az aimolnak két írásrendszere van: a latin és a bengáli.

## Dialektusok
Az aimolnak két dialektusa van: az egyik a Szutpong, a másik pedig a Khurai. A két dialektus között olyan kicsi a különbség, hogy szinte teljesen megértik egymást.